# East Side Gallery
Berlínská East Side Gallery je dnes jediným větším souvislým zbytkem bývalé Berlínské zdi, dříve dlouhé 165 km, svědčící o minulosti Berlína.
Euforie po pádu zdi a snaha odstranit vše staré vedla k tomu, že zeď během krátké doby zmizela. Až koncem devadesátých let 20. století se začal prosazovat názor, že zeď patří k neobvyklým dějinám města jako jedinečná památka na světě. Z nedostatku originálů byly používány většinou atrapy (dokonce i znovu existující přechod Checkpoint Charlie pozůstává z náhražek).
Jediným větším originálním zbytkem zdi je asi 1,3 km dlouhý úsek na severním břehu Sprévy (v ulici Mühlenstrasse), kde již roku 1990 přes 100 německých a zahraničních umělců zeď pomalovalo náměty z její historie. Tento úsek vešel ve známost jako East Side Gallery a je dnes památkově chráněn. Je ovšem poněkud netypický – stojí na nezastavěné ploše na břehu Sprévy, takže dojem, který dělá, neodpovídá dojmům při pohledu na ony úseky zdi, které probíhaly středem města napříč přes obydlené ulice.
První obrazy pochází z prosince roku 1989, kdy Christine Mac Lean část zdi pomalovala. Tato umělkyně se pak zasadila o to, že se v rámci tohoto projektu připojili další umělci. Během doby zeď zchátrala a musela být v roce 2000 restaurována, v důsledku nedostatku finančních prostředků však byla obnovena jen asi jedna třetina zdi.
K této neobvyklé památce města je možné se dostat z vlakové stanice Ostbahnhof nebo použít tzv. nadzemní vlak, S-Bahn, a vystoupit na zastávce Warschauer Strasse.

## Galerie

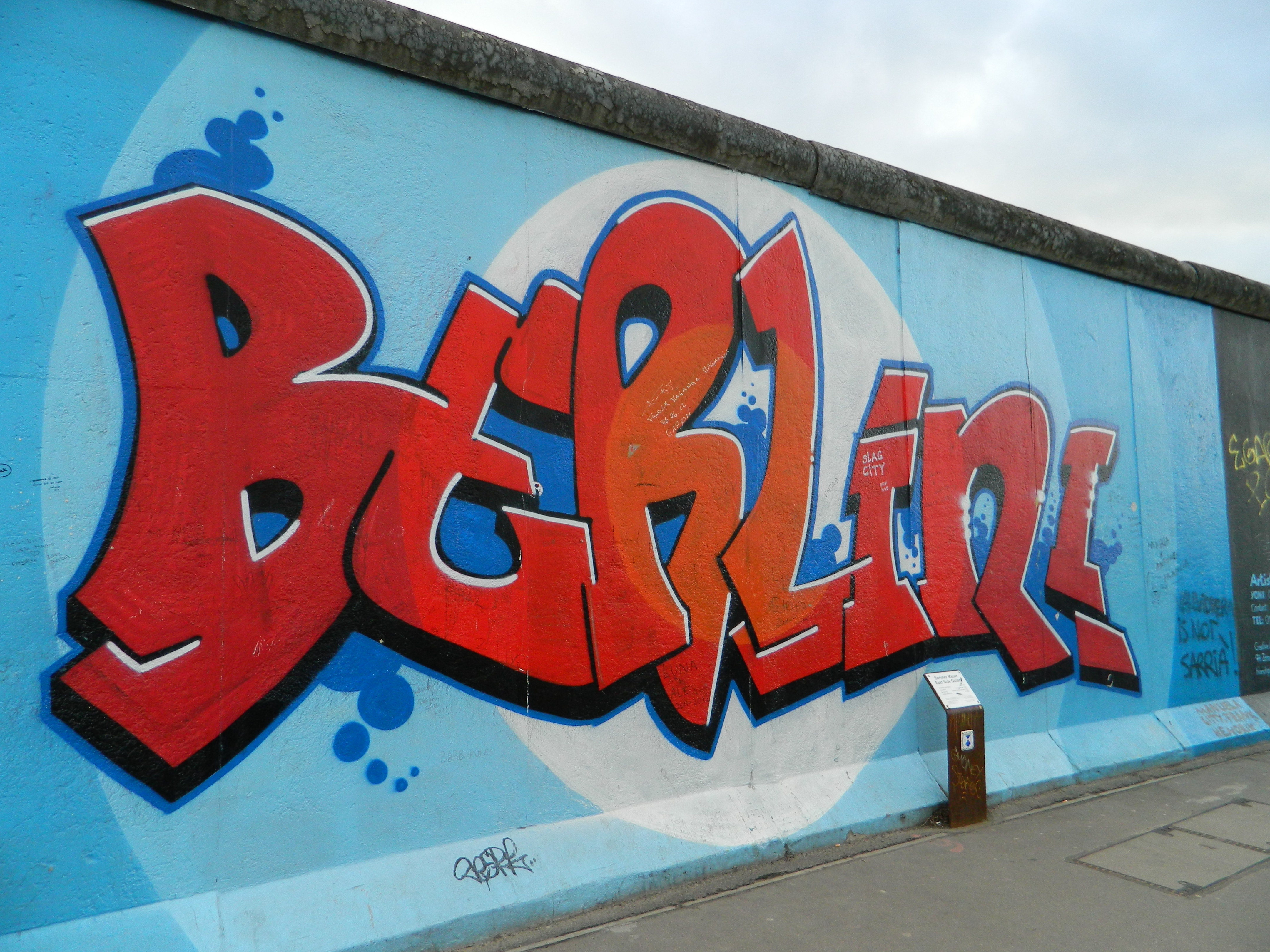
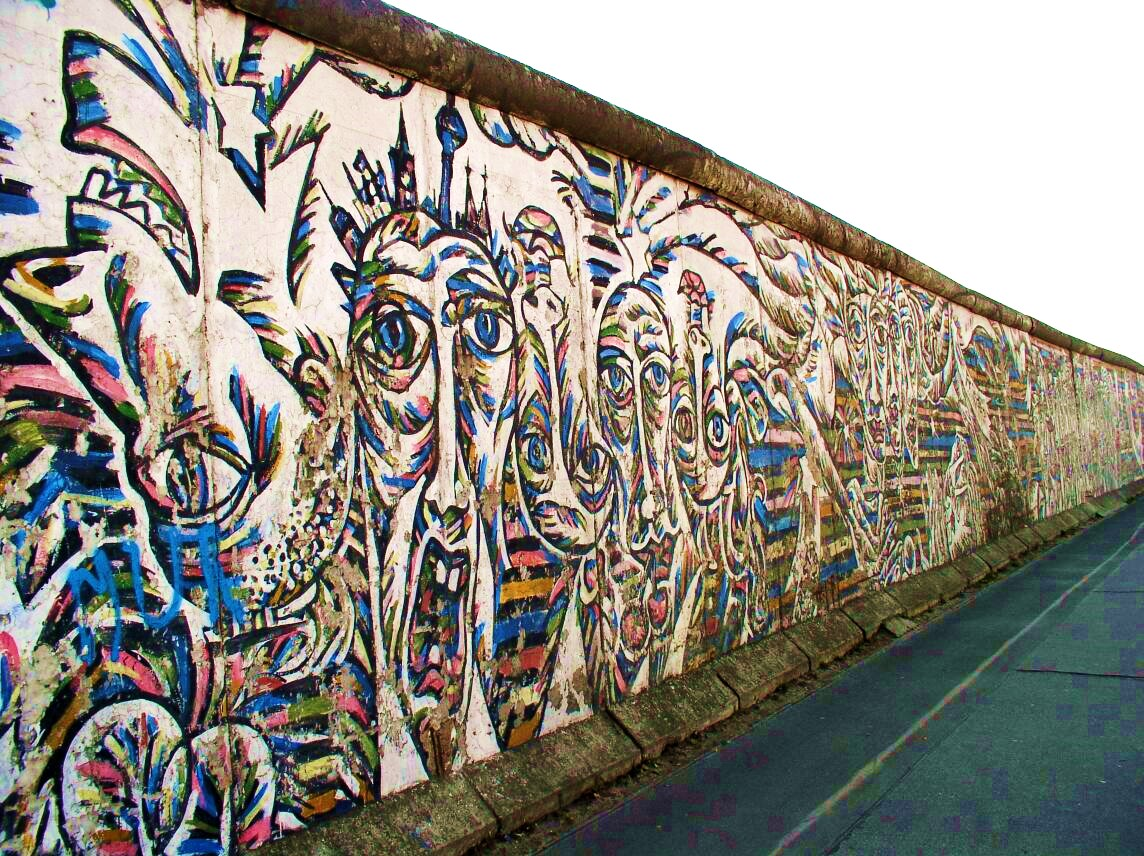
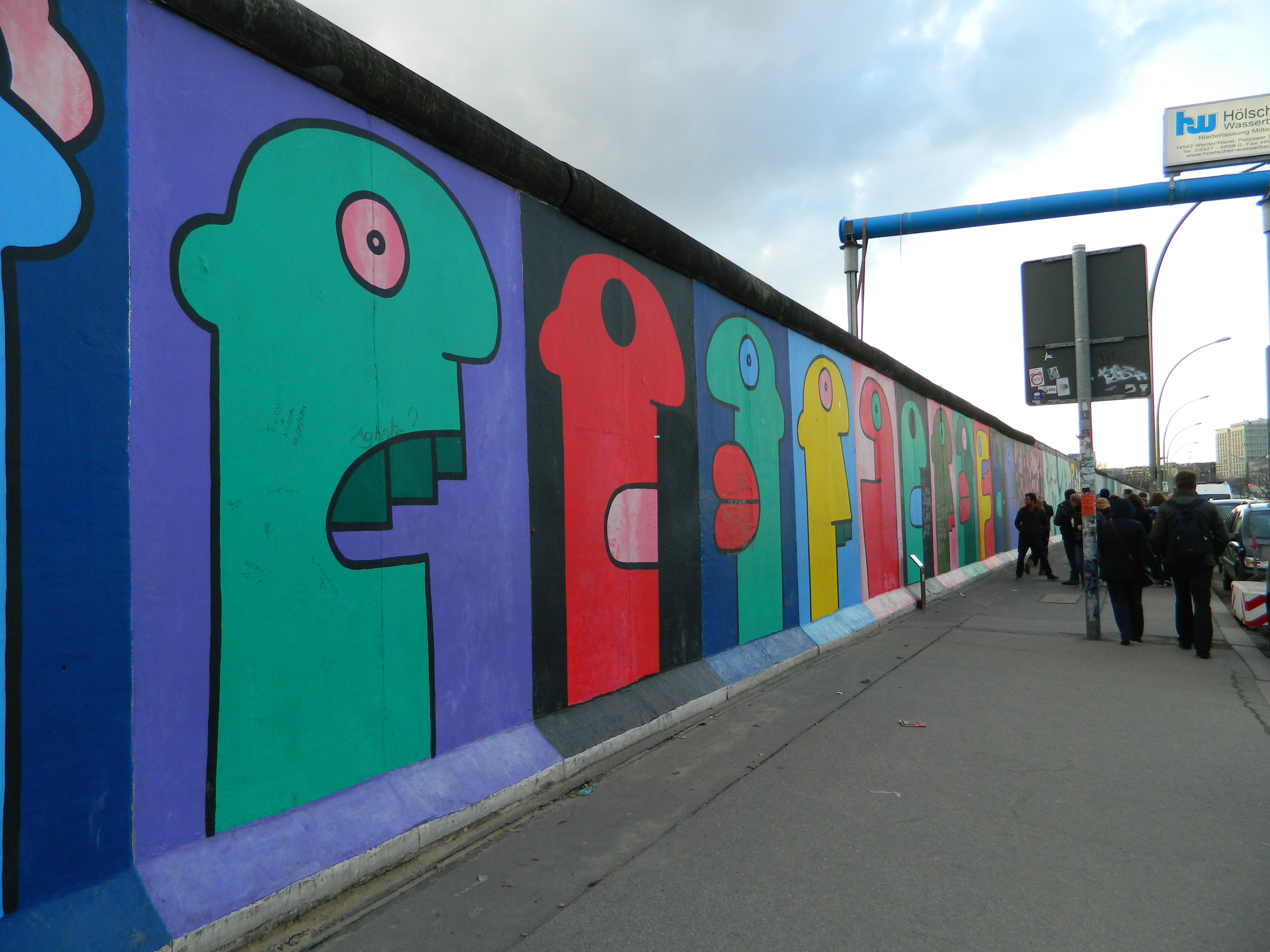
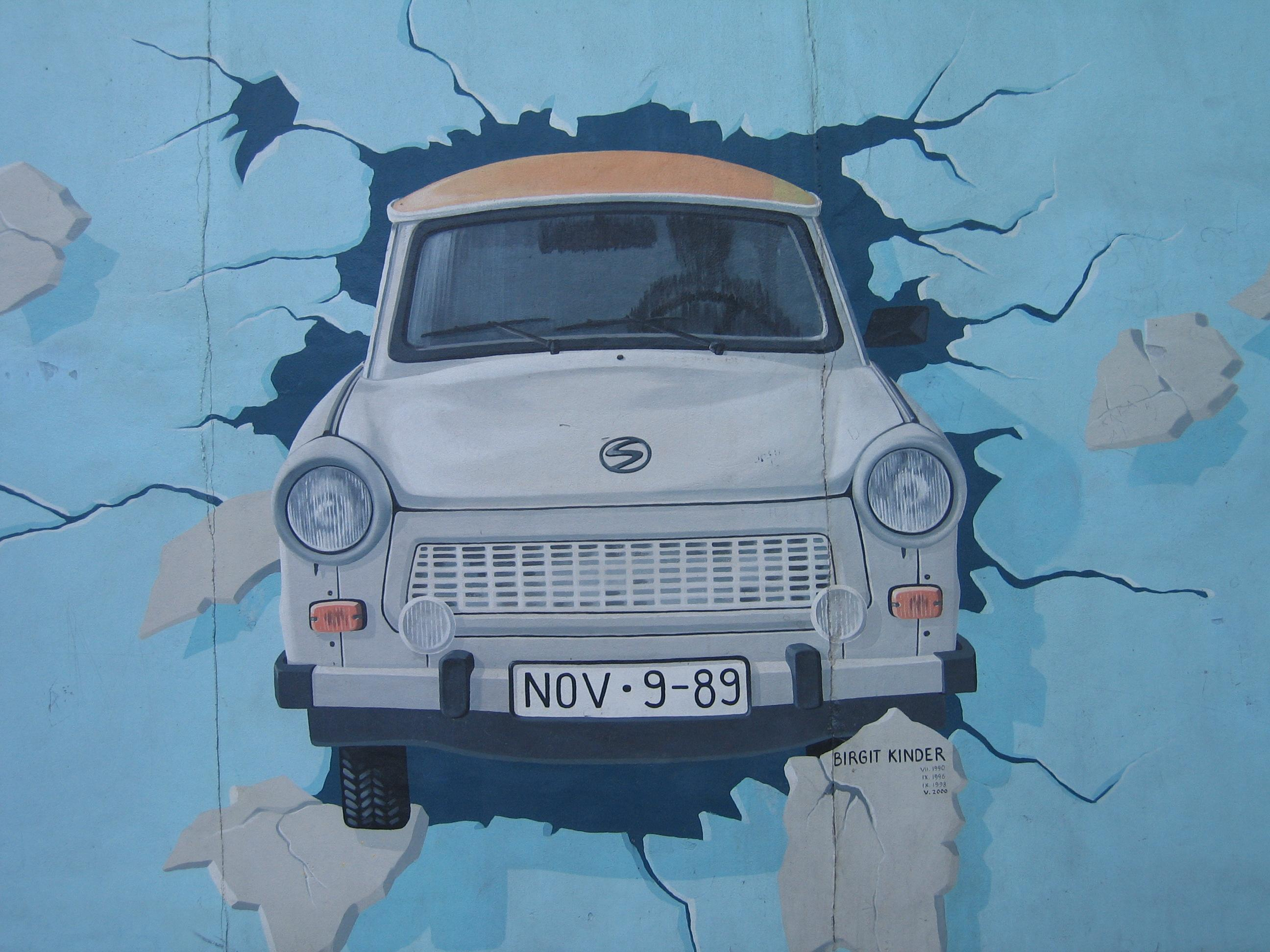
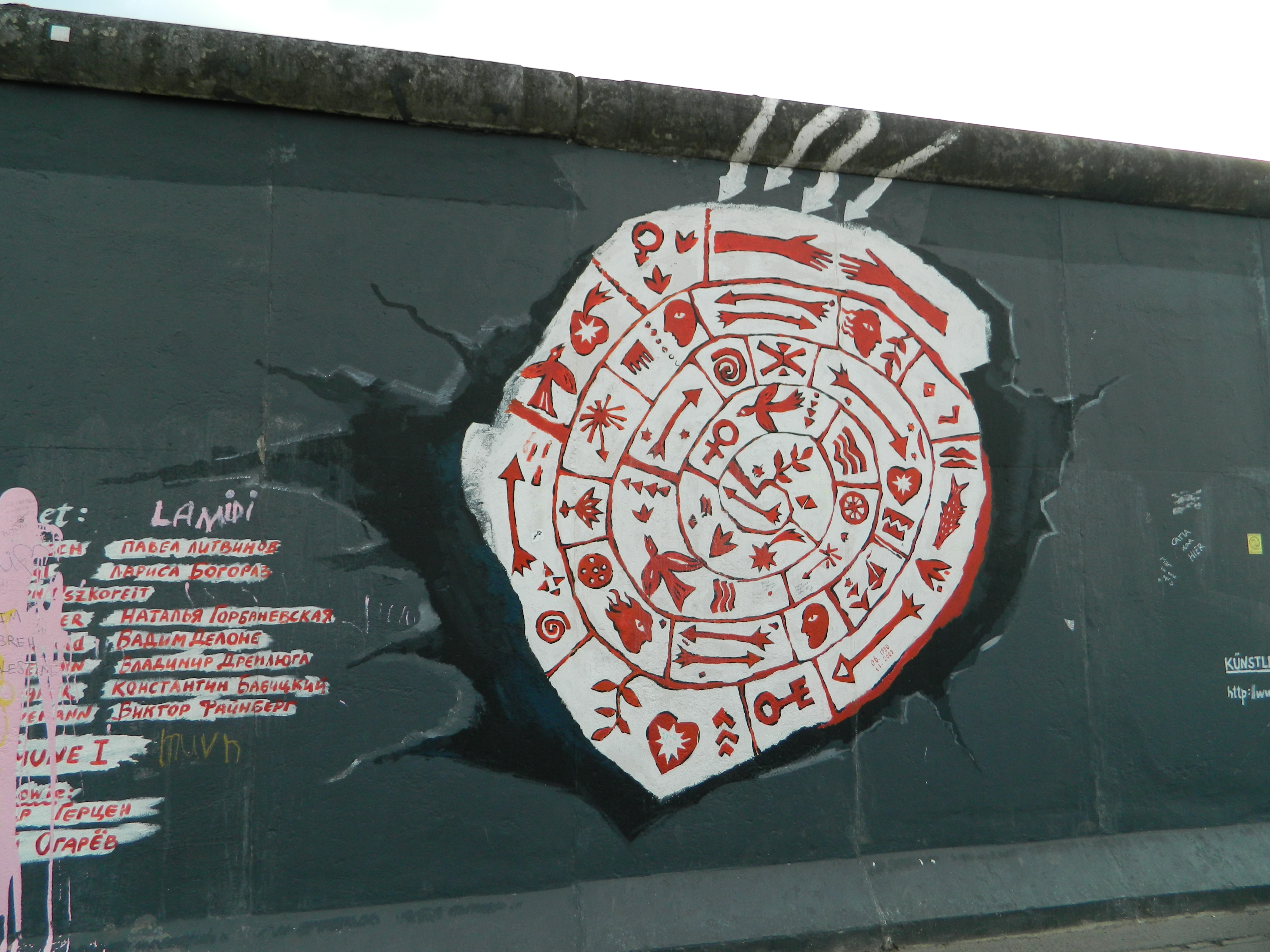
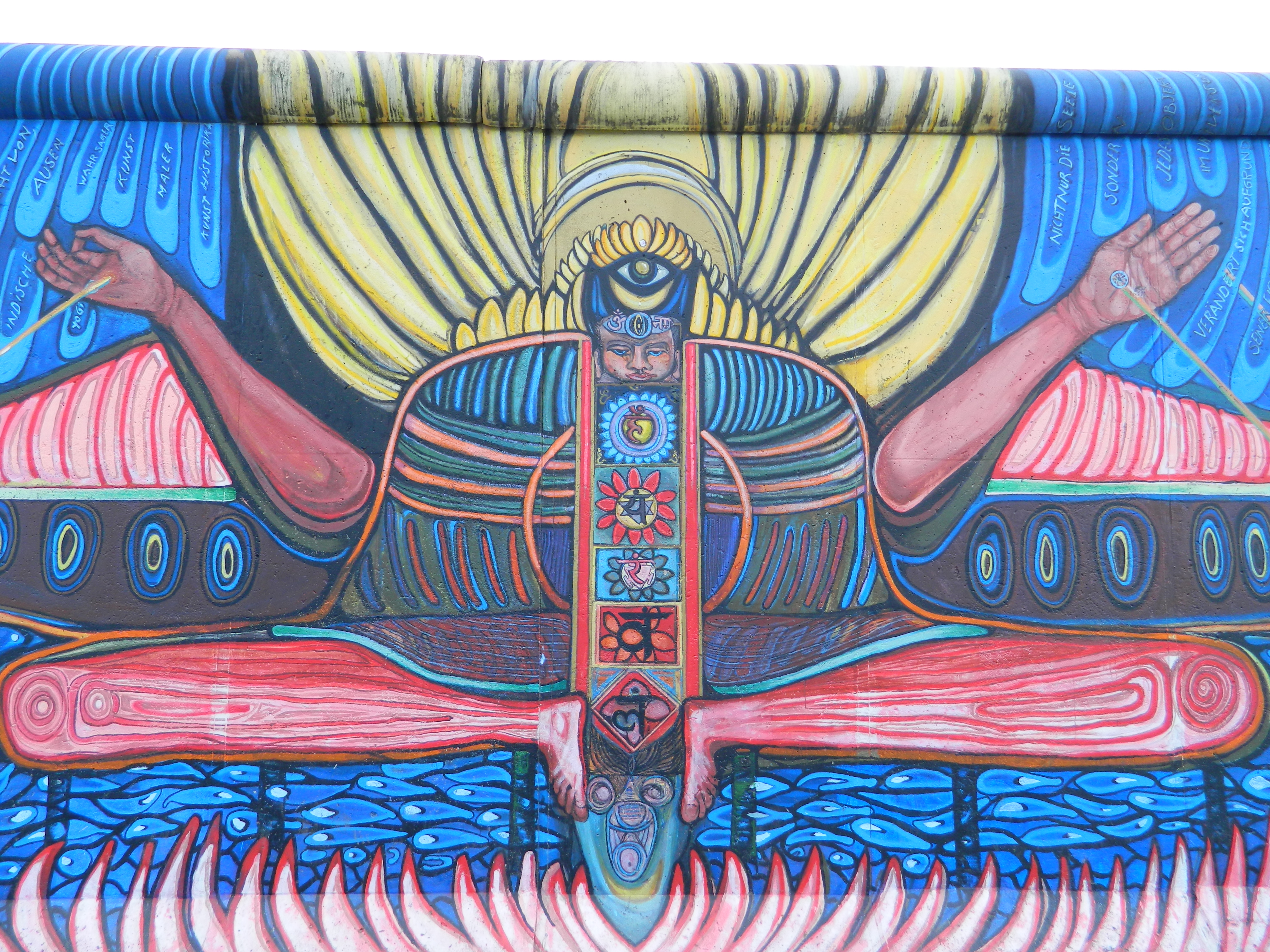